# Irpin'
Irpin' (in ucraino Ірпінь?) è una città sul fiume Irpin', nel distretto di Buča, nell'oblast' di Kiev, nell'Ucraina settentrionale. Si trova vicino alla capitale Kiev. Irpin' ospita l'amministrazione della comunità territoriale di Irpin', una delle comunità territoriali dell'Ucraina. La città ha una popolazione di 65.167 abitanti.
Fino al 18 luglio 2020, Irpin' costituiva una città di rilevanza regionale e fungeva da centro del Comune di Irpin', che comprendeva anche gli insediamenti di tipo urbano di Hostomel', Kotsyubyns'ke e Vorzel'. Nel luglio 2020, nell'ambito della riforma amministrativa dell'Ucraina, che ha ridotto a sette i distretti dell'oblast' di Kiev, il Comune di Irpin' è stato fuso nel distretto di Buča.

## Geografia fisica
Si trova nella porzione settentrionale dell'Ucraina ad ovest di Kiev sulle rive dell'omonimo fiume.

## Storia
Nel XVII secolo, sul territorio attuale di Irpin', erano presenti il villaggio Romanivka e lo chutor Ljubka. Nel 19º secolo vennero fondati anche il villaggio Severynivka e gli chutor Rudnja e Stojanka.
La costituzione di Irpin' avvenne nel 1899, quando nel territorio venne realizzato l'incrocio ferroviario della linea ferroviaria Kiev-Kovel'. I lavoratori della ferrovia fondarono la cittadina nei pressi della ferrovia, come avvenne in altri casi come per Buča e Vorzel'. Il nome della cittadina, come in altri casi analoghi, venne preso dal nome del fiume che scorreva a lato della ferrovia.
Dal 26 luglio 1941, subito dopo la battaglia di Kiev, fu occupata dalla Wehrmacht fino al novembre del 1943, quando Kiev fu ricatturata dall'Armata Rossa nell'offensiva di Kiev. La maggior parte della popolazione ebraica fu assassinata a Babij Jar o in altri massacri operati dai nazisti.
Nel 1956 lo status di Irpin' divenne quello di rajon (distretto), subordinato al rajon di Kiev-Svjatošyn.
Il 30 dicembre 1962, il praesidium della Verchovna Rada della Repubblica Socialista Sovietica Ucraina emise un decreto di modifica dello status in "città subordinata ad oblast'", facendo sì che divenisse direttamente subordinata amministrativamente alle autorità dell'oblast' al posto di quelle cittadine. Inoltre con tale decreto si includevano nei limiti cittadini anche Buča (diventata città dal 2007), Vorzel', Hostomel' e Kocjubyns'ke.

### Invasione russa del 2022
Durante l'invasione russa dell'Ucraina del 2022, Irpin' divenne il campo di battaglia dell'offensiva russa nel tentativo di conquistare Kiev. Le forze russe conquistarono l'aeroporto di Kiev-Hostomel', nel nord della città, per facilitare l'avanzata verso sud intorno a Kiev. La città è stata bombardata dall'artiglieria russa, mentre le forze ucraine furono in grado di respingere e distruggere multipli tentativi russi di spostare le proprie armate nella città.
Secondo Human Rights Watch, il 6 marzo 2022 i russi bombardarono l'intersezione di una strada di Irpin' usata dai civili durante un'evacuazione. Il 24 marzo 2022 l'80% della città è stata riconquistata dalle forze ucraine. Il 28 di marzo il sindaco Oleksandr Markušyn ha annunciato che l'intero territorio di Irpin' è stato completamente liberato dagli invasori. Il sindaco ha anche aggiunto come i russi abbiamo commesso diverse atrocità.

## Economia
Nella regione di Irpin' operano 22 manifatture industriali, quasi un migliaio di società di varie forme e proprietà. Le più importanti sono:
- Complesso Industriale Peremoha: mattoni, componenti in calcestruzzo armato e materiali per isolamento acustico e termico;
- Irpinmash: ingranaggi per l'industria agricola;
- Società Commerciale Perun: libri;
- Azienda Commerciale e Manifatturiera KATECH-electro: cavi per impianti elettrici;
- Irpintorfmash: materiali edili.

Il settore agricolo rifornisce Kiev di patate e altri vegetali. La città è anche un villaggio turistico per la salute rinomato per le sue strutture turistiche.

## Cultura

### Istruzione
Sono presenti i seguenti istituti scolastici:
- Università del Servizio Fiscale Statale dell'Ucraina;
- Scuola di Economia dell'Università Agraria Nazionale;
- Seminario della Bibbia Evangelica.

## Sport
La città possiede infrastrutture sportive ben sviluppate. È diventata sede di diverse squadre di calcio professionali, tra queste ci sono la Dynamo Irpin' (successivamente conosciuta come FC Ros Bila Cerkva) e la Nafkom-Akademija (successivamente conosciuta come FC Nafkom Brovary). Nel 2016 è stato inaugurato un nuovo piccolo stadio cittadino.
Sono presenti anche una scuola sportiva, un'accademia di football e numerose altre organizzazioni sportive come un club di rugby. Eventi sportivi vengono regolarmente effettuati nello stadio cittadino.